# Argut-Dessous
Argut-Dessous ist eine französische Gemeinde mit 22 Einwohnern (Stand: 1. Januar 2022) im Département Haute-Garonne in der Region Okzitanien. Sie gehört zum Arrondissement Saint-Gaudens und zum Kanton Bagnères-de-Luchon. 
Sie grenzt im Norden an Saint-Béat-Lez, im Osten an Boutx, im Süden an Fos und im Westen an Arlos. 

## Weblinks

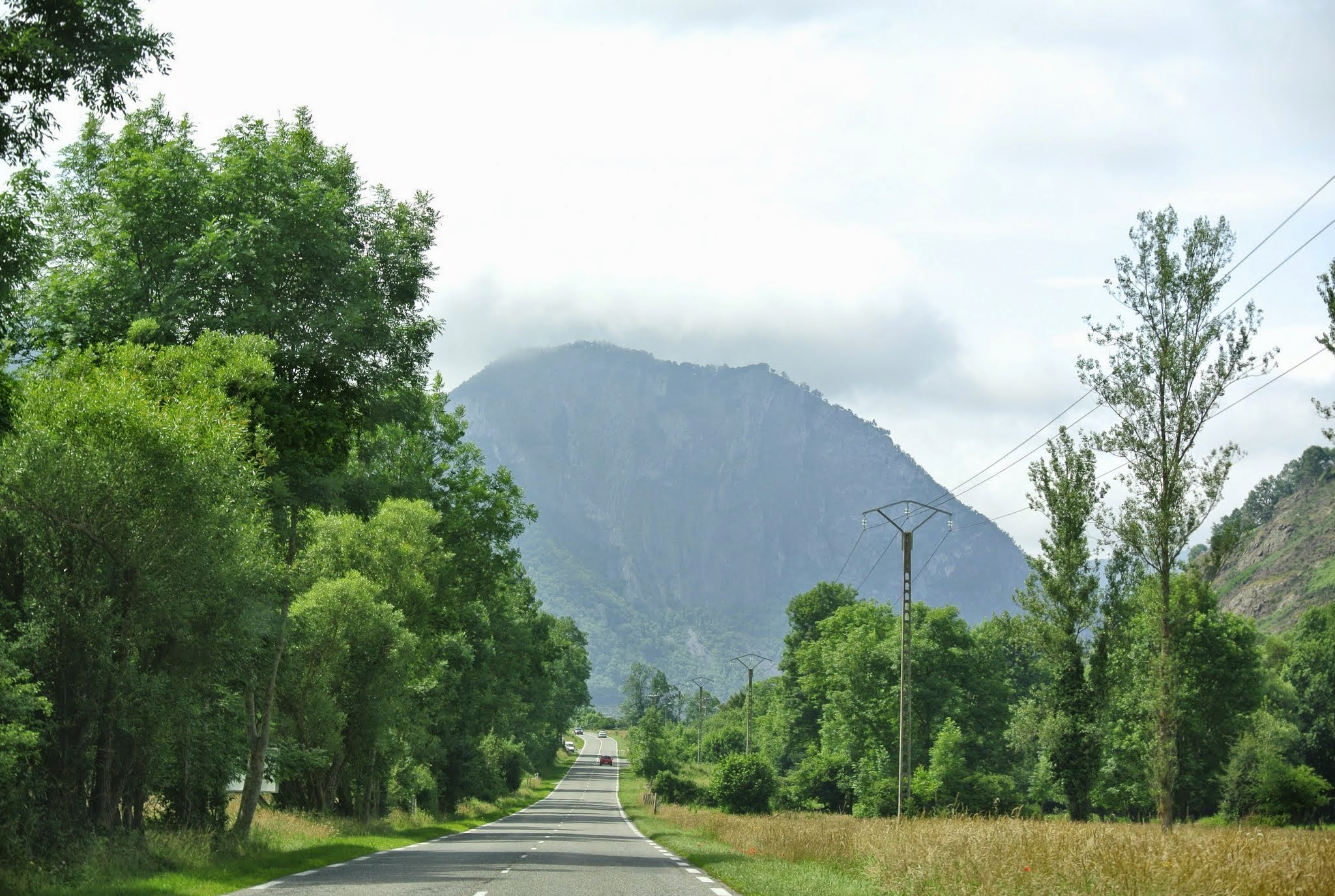
Landstraße bei Argut-Dessous in den französischen Pyrenäen

## Bevölkerungsentwicklung
| Jahr                      | 1962 | 1968 | 1975 | 1982 | 1990 | 1999 | 2008 | 2016 |
| ------------------------- | ---- | ---- | ---- | ---- | ---- | ---- | ---- | ---- |
| Einwohner                 | 54   | 54   | 55   | 45   | 41   | 33   | 30   | 26   |
| Quelle: Cassini und INSEE |      |      |      |      |      |      |      |      |